# Jan Rambousek (malíř)
Jan Rambousek (24. května 1895 Praha – 29. května 1976 Praha) byl český malíř, grafik, kreslíř, žurnalista.

## Život
Byl studentem Akademie výtvarných umění v Praze, kde se učil u profesorů Preislera a Nechleby. V letech 1915–1918 bojoval v 1. světové válce a po válce se učil u prof. Švabinského. V letech 1921 a 1922 studoval grafický design na École des Beaux Arts v Paříži u profesora Waltnera. Existuje celá řada grafických listů, rytin a kolorovaných litografií. Od roku 1923 byl asistentem profesora Švabinského na AVU ve speciální sekci grafiky.
Byl jedním ze zakladatelů grafické odbočky Umělecké besedy. Do roku 1928 byl redaktorem sborníku Hollar. V letech 1929 -1935 přispíval jako kreslíř a žurnalista do novin, pracoval pro Lidové noviny, České slovo, Venkov. V letech 1935–1945 byl technickým a uměleckým poradcem Státní tiskárny v Praze. Je představitelem sociální grafiky. V 50. a 60. letech 20. století se věnoval krajinomalbě, a to zejména s motivy z oblasti Lužických hor.
Podnikl studijní cesty po celém světě a měl řadu výstav v Československu i v zahraničí.